# けんみんテレビニュース
『けんみんテレビニュース』は、1978年7月1日から1993年9月30日まで静岡けんみんテレビ（SKT、現：静岡朝日テレビ・SATV）で放送されていたローカルニュース番組である。

## 概要
開局当初のけんみんテレビは、毎日夕方18:50から5分間『けんみんテレビニュース』という短時間のローカルニュースを放送しており、1979年10月の改編で番組枠を10分に拡大した。
さらに1980年4月の改編では、放送時間を17:45に移動すると同時に番組枠を15分に拡大し、番組タイトルも『けんみんテレビニューストピックス』と改めた。
1993年10月1日、静岡けんみんテレビが局名を静岡朝日テレビに変更したのに合わせて『SATVニュース』へとリニューアルされた。

## キャスター
- シフト勤務